# M13 リンク

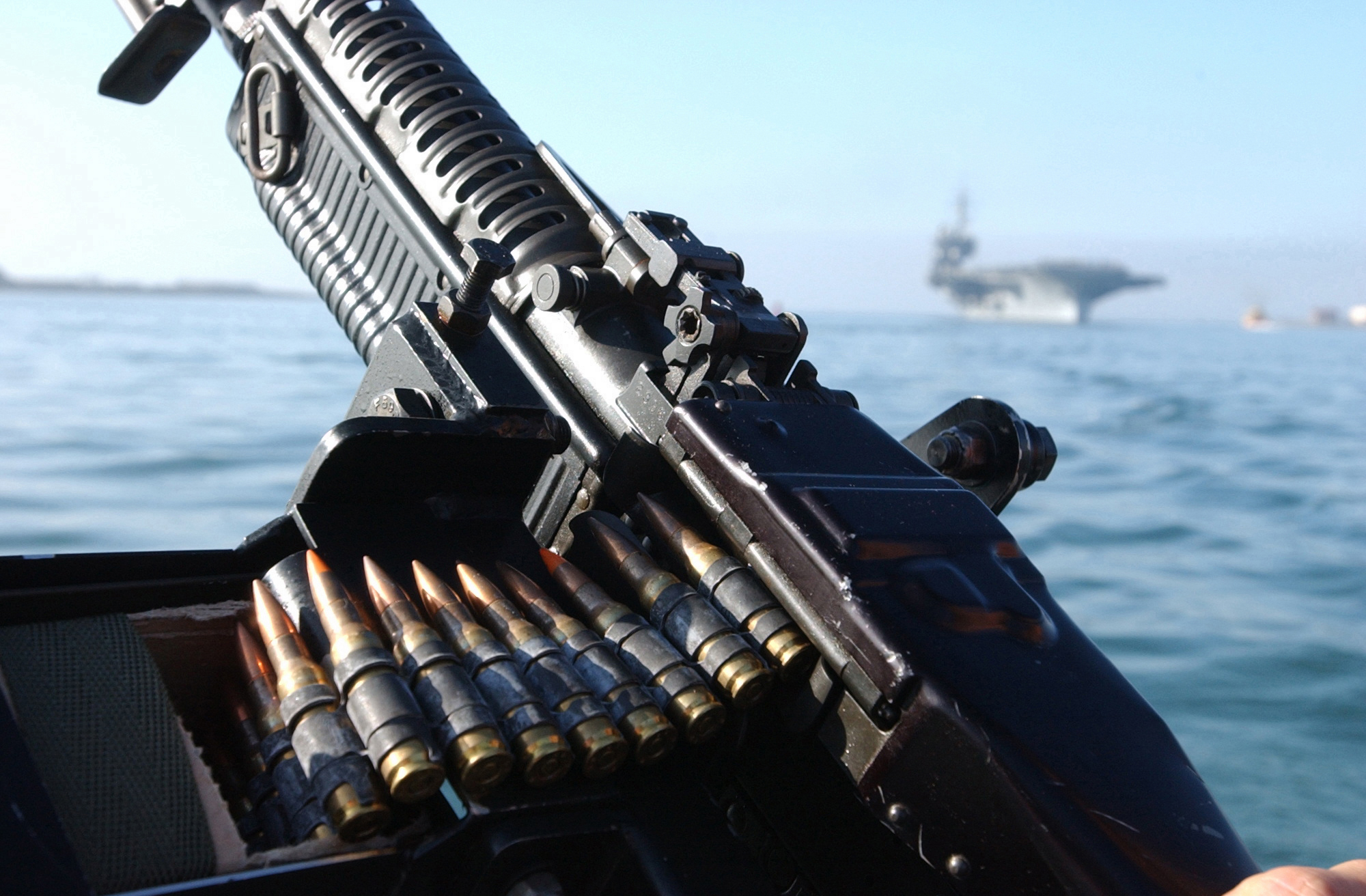
アメリカ海軍のパトロールボート上のM60機関銃に、M13 リンクの弾帯が装着されている

M13 リンク（M13 link）は、アメリカ軍で使用されている弾帯用リンクである。7.62x51mm NATO弾を弾帯として接続することができる。

## 概要
M13 リンクは、分離式の結合用金具であり、使用時には各々の銃弾間をつないでいるが、機関銃内で銃弾が薬室に装填される時点でリンクは結合を解かれて自由になり、単体となったリンクが個別に排出される。
20世紀半ば、M1917機関銃やM1919機関銃で使用された.30-06スプリングフィールド弾用のM1 リンクを更新するべく採用された。M13 リンクは、M1 リンクなどの旧式弾帯リンクとの後方互換性を有していなかったが、アメリカ海軍では7.62mm NATO弾およびM13 リンクを使用できるように改修したM1919機関銃をMk 21 Mod 0の名称で採用している。
現在までにM13 リンクは、アメリカ軍とNATO各国軍で使用される最も一般的な7.62mm NATO弾用弾帯リンクとなっている。M60、FN MAG、AA-52、H&K HK21、ラインメタルMG3、その他多数の機関銃用弾帯として使用されている。例えば、ドイツ連邦共和国（西ドイツ・統一ドイツ）では、DM-13という名称でM13 リンクが供給されており、他の国々でもその国ごとに様々な名称で呼んでいる。
その後、M13 リンクをスケールダウンする形で5.56x45mm NATO弾用のM27リンクが設計され、M249軽機関銃などで採用された。